# دانمارک (اورگن)
دانمارک (به انگلیسی: Denmark) یک منطقهٔ مسکونی در ایالات متحده آمریکا است که در شهرستان کوری، اورگن واقع شده‌است.